# Buiksloterkerk
De Buiksloterkerk is de (voormalige) dorpskerk van het dijkdorp Buiksloot in Amsterdam-Noord. Het kerkgebouw staat niet langs de Buiksloterdijk, maar iets lager aan het Buiksloterkerkpad. De kerk is landelijk gelegen en wordt omringd door een kerkhof. Het gebouw werd in 1970 opgenomen in het register van rijksmonumenten.
De kerk dateert uit 1609. Er worden sinds 1984 geen kerkdiensten meer gehouden. Het monument wordt sinds 1995 onderhouden door de Stichting Buiksloterkerk. Het gebouw is in gebruik als theater- en concertzaal en wordt verhuurd voor huwelijken en andere evenementen. Het pand is gerestaureerd in 1840, 1965 en 1995.

## Beschrijving
De eenbeukige, vijfzijdig gesloten kerk kwam in 1710 tot stand met gebruikmaking van oudere onderdelen waaronder fraai gesneden zeventiende-eeuwse korbelen. Boven de voorgevel is een houten vierkante dakruiter. Binnen is een houten tongewelf. De preekstoel dateert uit het midden van de 17de eeuw, het doophek uit 1788. 

### Luidklok
De oorspronkelijke luidklok werd in de Tweede Wereldoorlog geroofd door de Duitse bezetter en omgesmolten. In 1968 kwam de huidige klok, die is gegoten door de klokkengieters Pieter en François Hemony, ervoor in de plaats. Deze hing eerder honderden jaren lang in de toren van de Laurenskerk te Barsingerhorn, ze kwam beschikbaar toen die werd afgebroken.

### Orgel
Het orgel, waarop zo nu en dan concerten worden gehouden is in 1858 gebouwd door H. ter Hart en M. Roos uit Amsterdam. In 1910 restaureerde de Firma J. de Koff (Utrecht) het. De dispositie werd gewijzigd en het pijpwerk opnieuw geïntoneerd. De firma P.C. Bik & Zoon (Leiden) breidde het in 1966 uit met een pedaal, vernieuwde de frontpijpen en de windvoorziening en wijzigde de dispositie. In 2003 restaureerde de firma Flentrop Orgelbouw (Zaandam) het instrument nogmaals, reconstrueerde de oorspronkelijke dispositie en vernieuwde de balgen en het pedaalklavier.
Op het frontbasement van het orgel is de volgende tekst aangebracht:
 

### Kerkhof
Aan de oost- en zuidzijde van de kerk bevindt zich een klein kerkhof uit 1829. Deze begraafplaats wordt beheerd door De Nieuwe Noorder.

## Afbeeldingen

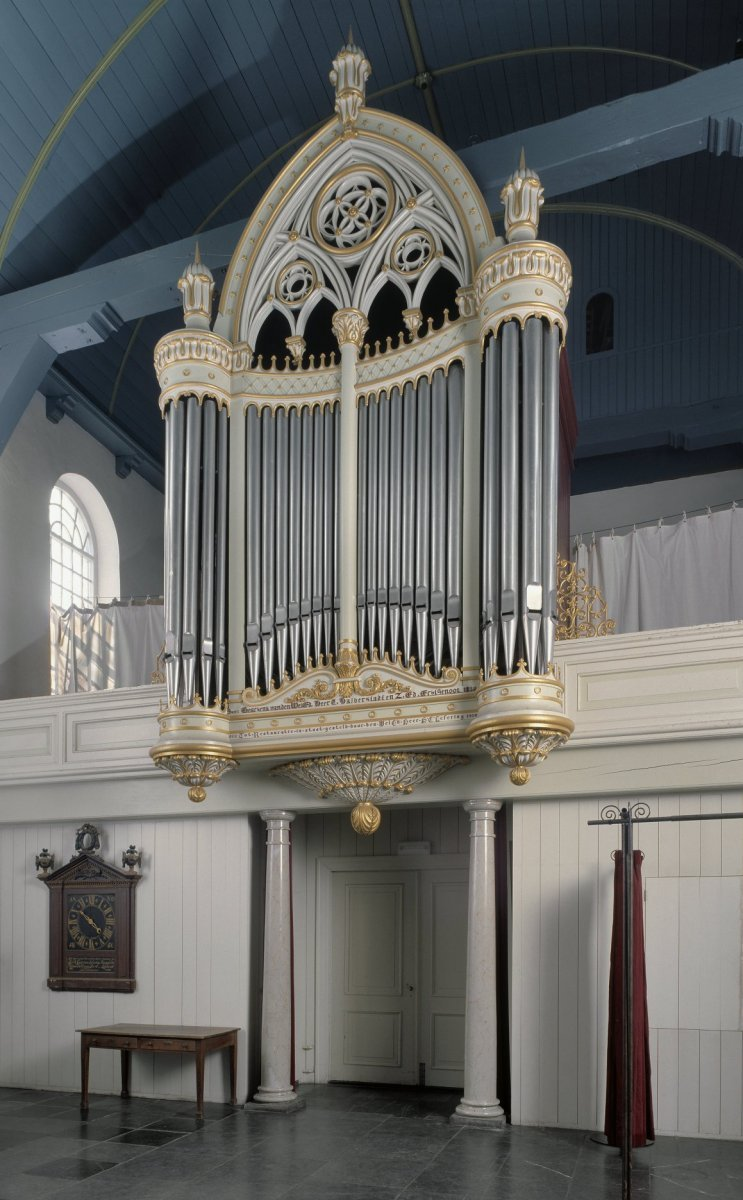
Orgel
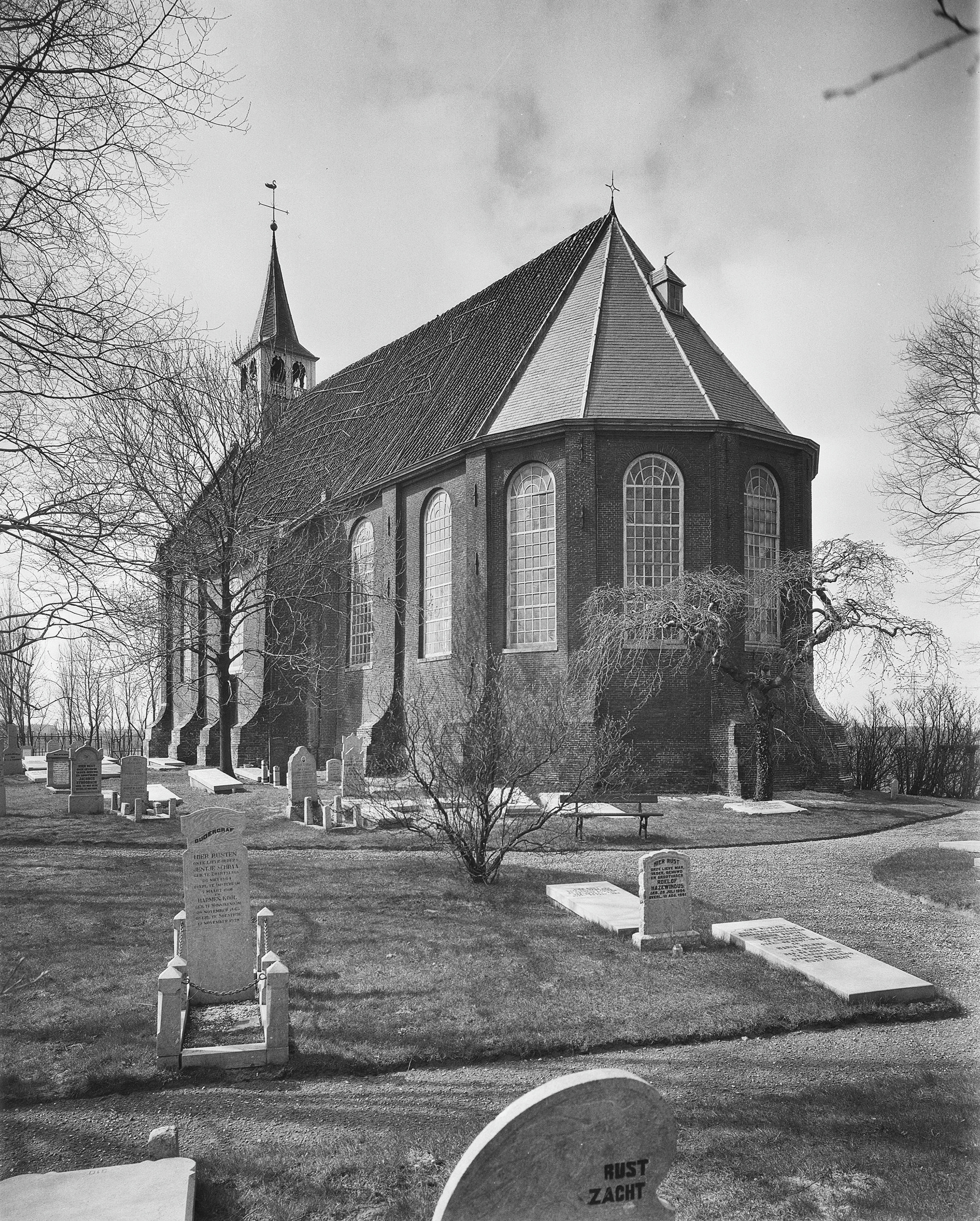
Kerkhof